# Berkshire (race porcine)
Pour les articles homonymes, voir Berkshire (homonymie).
Le porc berkshire est une race porcine locale du sud-ouest du Royaume-Uni.

## Origines
Cette race est issue d'une population très ancienne du Berkshire, à l'ouest de Londres. Dès le XVIIe siècle, des soldats de Cromwell prenant leurs quartiers d'hiver du côté de Reading ont loué la qualité du bacon local.
Au XVIIIe siècle, c'est la première race porcine qui bénéficie du statut de race. C'est alors une population homogène par sa grande taille mais aux couleurs variées : rouge, sable, tacheté... Le siècle suivant, des métissages sont opérés avec des races asiatiques et un engouement pour cette race fermière lui ouvre les portes de l'élevage royal du château de Windsor et la création du registre généalogique date de 1885. Ses qualités font grimper les effectifs entre les années 1850 et la Seconde Guerre mondiale. À cette époque l'élevage s'industrialise et le berkshire ne se montre pas optimal dans ce processus.
Il fait partie de la liste des races menacées de la « Rare Breeds Survival Trust », l'association britannique de protection des races anciennes. Cette action de sauvegarde, en fédérant les éleveurs, a permis de faire passer les effectifs de 143 en 1986 à 680 en 2012.
Cette race a été introduite aux États-Unis dans la première partie du XIXe siècle avant qu'une fédération des éleveurs ne voie le jour en 1875.

## Description
C'est une race de taille moyenne. Il est noir, sauf le bout des pattes, la queue et une tache sur la tête. Il arrive cependant que les pattes avant soient entièrement blanches avec les épaules et la zone du dos également blanches. 
La tête est massive avec un museau court et retroussé. Les oreilles sont dressées vers l'avant, parfois légèrement courbées. Le corps est long avec un dos musclé, les pattes sont courtes . 

## Aptitudes

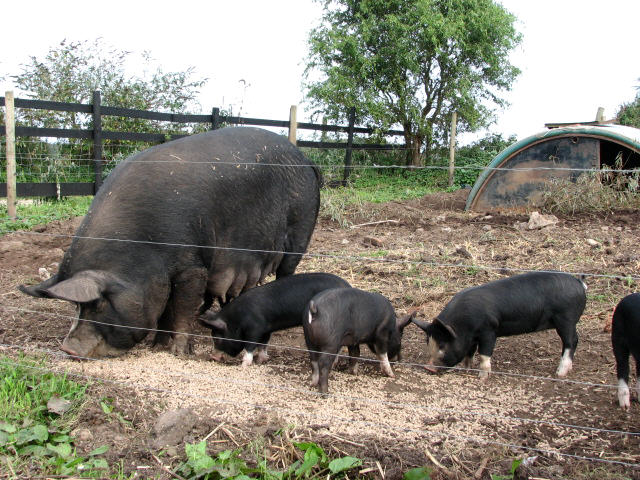
Truie et sa progéniture.

### Élevage
Sa couleur sombre permet d'éviter les coups de soleil et le rend apte à l'élevage en plein air. C'est une race calme et les femelles ont de bonnes qualités maternelles : fertilité, bonne production laitière, (taux de survie élevé et bonne vitesse de croissance) et bonne longévité.

### Bouchères
C'est une race apte à la production de viande de qualité, mais inadaptée à la production industrielle. Il a une bonne longueur de longe donnant un bacon de qualité. Les jambons sont arrondis. La viande est persillée, tendre et perd peu de poids à la cuisson. La viande est relativement plus foncée et correspond à une demande des consommateurs américains.  
Les Japonais aiment aussi sa viande pour sa tendreté, sa jutosité et sa saveur. Ils l'appellent « kurobuta ».

## Dans la culture populaire
Dans l'œuvre de George Orwell, La Ferme des animaux, l'un des personnages principaux et antagoniste de l'histoire est un porc berkshire du nom de Napoléon. Allégorie de Joseph Staline, il est méchant et rude et devint le chef autoproclamé de la ferme.